# Leszek Budrewicz
Leszek Budrewicz (ur. 3 sierpnia 1956 we Wrocławiu) – dziennikarz, pisarz, poeta, działacz struktur podziemnych „Solidarności”.

## Życiorys
W młodości czynnie uprawiał sport (w wieku lat 18 zdobył wicemistrzostwo Polski w piłce wodnej). Ukończył filologię polską na Uniwersytecie Wrocławskim. Po studiach w 1980 powołany na przeszkolenie wojskowe odmówił złożenia przysięgi wojskowej, przeniesiony karnie w stopniu szeregowego jako pomocnik murarza do jednostki inżynieryjno-budowlanej.
W podziemnej „Solidarności” używał pseudonimów „Fellini”, „Maciej Krynicz” i „Zbyszek”. Od roku 1976 współpracował z KOR, był jednym z założycieli i rzecznikiem Studenckiego Komitetu Solidarności we Wrocławiu (1977–1980) oraz redaktorem niezależnego pisma Podaj Dalej. Od 7 do 17 maja 1980 uczestniczył w głodówce w Podkowie Leśnej), współorganizował ruch „Wolność i Pokój”. 1981 został redaktorem naczelnym ogólnopolskiego pisma Tygodnik NZS. Wspierał głodujących od 17 marca 1985 w kościele św. Krzysztofa w Podkowie Leśnej w proteście przeciw aresztowaniu działacza KOR Marka Adamkiewicza. Teksty Budrewicza ukazywały się m.in. na łamach wrocławskiej „Obecności”.
Po transformacji ustrojowej w Polsce w 1989 został pierwszym redaktorem naczelnym dolnośląskiego dodatku "Gazety Wyborczej" (1990–1993), potem redaktorem naczelnym oraz zastępcą naczelnego dziennika „Wieczór Wrocławia”(1994-1995), gdzie kierował również działem reportażu. Został laureatem nagrody miesięcznika „Odra” za reportaż o powodzi tysiąclecia we Wrocławiu w 1997. Około roku 2000 w wyniku komplikacji rodzinnych i zawodowych stracił pracę, wkrótce potem bank zabrał mu za długi mieszkanie; przez pewien czas mieszkał w schronisku dla bezdomnych mężczyzn we Wrocławiu. W 2003 Budrewicz otrzymał pracę scenarzysty w programie telewizyjnym „Polsatu” – „Bar II”, dzięki czemu udało mu się wyjść z trudnej sytuacji życiowej.
Wykłada dziennikarstwo na Uniwersytecie Wrocławskim i w Dolnośląskiej Szkole Wyższej; jest także niezależnym dziennikarzem, pisuje m.in. do „Odry”, uczestniczy też w audycjach lokalnego radia. Ma troje dzieci: Annę, Piotra i Maję.
Jako pisarz i poeta wydał m.in. zbiory „Pierwsza i druga wojna światów”, „Noc długich szyj”, „Złodziej cukierków”.
19 maja 2007 Kancelaria Prezydenta RP Lecha Kaczyńskiego poinformowała, że Leszek Budrewicz wraz z innymi działaczami Studenckiego Komitetu Solidarności z okazji 30. rocznicy jego utworzenia, odznaczony został Krzyżem Oficerskim Orderu Odrodzenia Polski; Budrewicz jednak odmówił przyjęcia orderu.